# Кардинал (фільм)
«Кардинал» (англ. The Cardinal) — американський фільм-драма 1963 року, поставлений режисером Отто Премінґером за однойменним романом Генрі Мортона Робінсона 1950 року. Здобув премію «Золотий глобус» у категорії за найкращий драматичний фільм та номінувався у шести категоріях на «Оскара», але жодної нагороди не отримав .

## Сюжет
1939 рік, Рим. Приймаючи кардинальський сан, Стівен Фермойл (Том Трайон) згадує основні етапи свого життя. У 1917 році в Римі його друг і покровитель кардинал Кваренгі посвятив його у священники. Він повертається до рідного Бостона, де його батько працює автобусним кондуктором, на підмогу місцевому священникові з маленьким парафією. Сестра Стівена Мона хоче вийти заміж за молодого єврея; той обіцяє прийняти католицтво, але відмовляється від цього наміру, зіткнувшись з обмеженістю мислення майбутніх родичів. Весілля зривається, і Мона впадає у відчай. Стівен просить в архієпископа Гленнона, якому він підкоряється за церковною ієрархією, дозволу на видання щойно закінченої ним праці. Гленнон хоче приборкати у Стівені гординю і відправляє його в канадську віддалену місцевість, в покинуту парафію. Місцевий священник панотець Голлі хворий на склероз, що мучив його пів життя. Стівен супроводжує Голлів останні дні його життя; він глибоко приголомшений мужністю та упокорюванням старого. Гленнон приїжджає особисто його причастити. Після цього він призначає Стівена своїм особистим секретарем.
Після довгих пошуків Стівен знаходить Мону: вона вагітна від партнера по виступах, професійного танцюриста танго. Пологи проходять з великими ускладненнями, і Стівен, керуючись приписами церкви, забороняє жертвувати життям дитини заради порятунку матері. Це рішення — без сумніву, занадто суворе і формалістське — викликає в ньому глибоку внутрішню кризу, що ставить під удар його релігійне покликання. За порадою Гленнона, він вирішує на якийсь час повернутися до мирського життя, і тільки потім, якщо бажання не зникне, остаточно розлучитися з саном. Він співпрацює з міжнародною школою мов і викладає англійську в різних містах. У 1924 році опиняється з цією місією у Відні. Учениця Стівена Анна-Марія (Ромі Шнайдер) закохується в нього і щосили старається, щоб він забув про своє покликання, але їй це не вдається і Стівен повертається в лоно церкви.
Рим, 1934 рік. Стівен просить дозволу вирушити до Джорджії на допомогу чорношкірому священникові, чию церкву, де білі та чорношкірі моляться разом, підпалили місцеві расисти. Кардинал Джакоббі, який не надто високо цінує Стівена, як кардинал Кваренги, домагається цього дозволу від Папи Римського в надії, що цей за́мір обернеться проти Стівена. Приїхавши в Джорджію, Стівен потрапляє до рук Ку-клукс-кланівців; його б'ють батогами за те, що він заступився за священника, який почав процес проти паліїв. Проте втручання Стівена виявляється недаремним, оскільки вперше в історії штату кілька білих будуть засуджені, хоча і за незначні правопорушення, на основі показань свідків чорношкірого.
Після повернення до Риму Фермойл отримує сан єпископа. Ватикан направляє його до Відня з дорученням повідомити кардинала Інніцера, що він не повинен надавати підтримку Гітлеру і націонал-соціалізму і закликати голосувати за нього на референдумі. Стівен знову зустрічається з Ганною-Марією, чий чоловік спочатку збирається поїхати з країни, а потім кінчає життя самогубством. Анна-Марія симпатизує фашистам, але незабаром розуміє свою помилку і ховається в резиденції папського нунція, яку Стівен вимушений закрити. Після зустрічі з Гітлером кардинал Інніцер розуміє марноту усіх обіцянок, даних фюрером до референдуму. Анна-Марію заарештовано; у неї немає більше моральних сил, щоб захищатися. Ставши кардиналом, Фермойл виголошує промову і закликає слухачів боротися з тоталітаризмом, захищати свободу всюди, де вона опиняється під загрозою.

## В ролях
| Том Трайон       | ···· | Стівен Фермойл           |
| Керол Лінлі      | ···· | Мона Фермойл             |
| Берджесс Мередіт | ···· | панотець Нед Голлі       |
| Ромі Шнайдер     | ···· | Анна-Марія               |
| Реф Ведлоун      | ···· | кардинал Альфео Кваренгі |
| Джидл Гейуорт    | ···· | Лалаж Ментон             |
| Тулліо Кармінаті | ···· | кардинал Джакоббі        |

| Оссі Дейвіс   | ···· | панотець Едвард Ґілліс |
| Джон Г'юстон  | ···· | кардинал Гленнон       |
| Пет Геннінг   | ···· | Еркюль Ментон          |
| Расс Браун    | ···· | доктор Геллер          |
| Чілл Віллз    | ···· | монсеньйор Віттл       |
| Петер Век     | ···· | Курт фон Гартман       |
| Йозеф Майнрад | ···· | кардинал Інніцер       |

## Визнання
| Нагороди та номінації фільму «Кардинал» | Нагороди та номінації фільму «Кардинал» | Нагороди та номінації фільму «Кардинал»                 | Нагороди та номінації фільму «Кардинал» | Нагороди та номінації фільму «Кардинал» | Нагороди та номінації фільму «Кардинал» |
| Рік                                     | Кінофестиваль/кінопремія                | Категорія/нагорода                                      | Номінант                                | Результат                               |                                         |
| --------------------------------------- | --------------------------------------- | ------------------------------------------------------- | --------------------------------------- | --------------------------------------- | --------------------------------------- |
| 1963                                    | Національна рада кінокритиків США       | ТОП-10 фільмів                                          | Кардинал                                | Включення                               |                                         |
| 1964                                    | Золотий глобус                          | Найкращий фільм                                         | Кардинал                                | Перемога                                |                                         |
| 1964                                    | Золотий глобус                          | Найкращий режисер                                       | Отто Премінґер                          | Номінація                               |                                         |
| 1964                                    | Золотий глобус                          | Найкращий актор (драма)                                 | Том Трайон                              | Номінація                               |                                         |
| 1964                                    | Золотий глобус                          | Найкраща акторка (драма)                                | Ромі Шнайдер                            | Номінація                               |                                         |
| 1964                                    | Золотий глобус                          | Найкращий актор другого плану                           | Джон Г'юстон                            | Перемога                                |                                         |
| 1964                                    | Золотий глобус                          | Найкращий фільм, що сприяє міжнародному взаєморозумінню | Кардинал                                | Номінація                               |                                         |
| 1964                                    | Премія Оскар                            | Найкращий режисер                                       | Отто Премінґер                          | Номінація                               |                                         |
| 1964                                    | Премія Оскар                            | Найкращий актор другого плану                           | Джон Г'юстон                            | Номінація                               |                                         |
| 1964                                    | Премія Оскар                            | Найкраща операторська робота (колір)                    | Леон Шемрой                             | Номінація                               |                                         |
| 1964                                    | Премія Оскар                            | Найкращі декорації                                      | Ліль Р. Вілер, Жене Каллеген            | Номінація                               |                                         |
| 1964                                    | Премія Оскар                            | Найкращий дизайн костюмів                               | Дональд Брукс                           | Номінація                               |                                         |
| 1964                                    | Премія Оскар                            | Найкращий монтаж                                        | Луї Р. Леффлер                          | Номінація                               |                                         |